# 化妝師

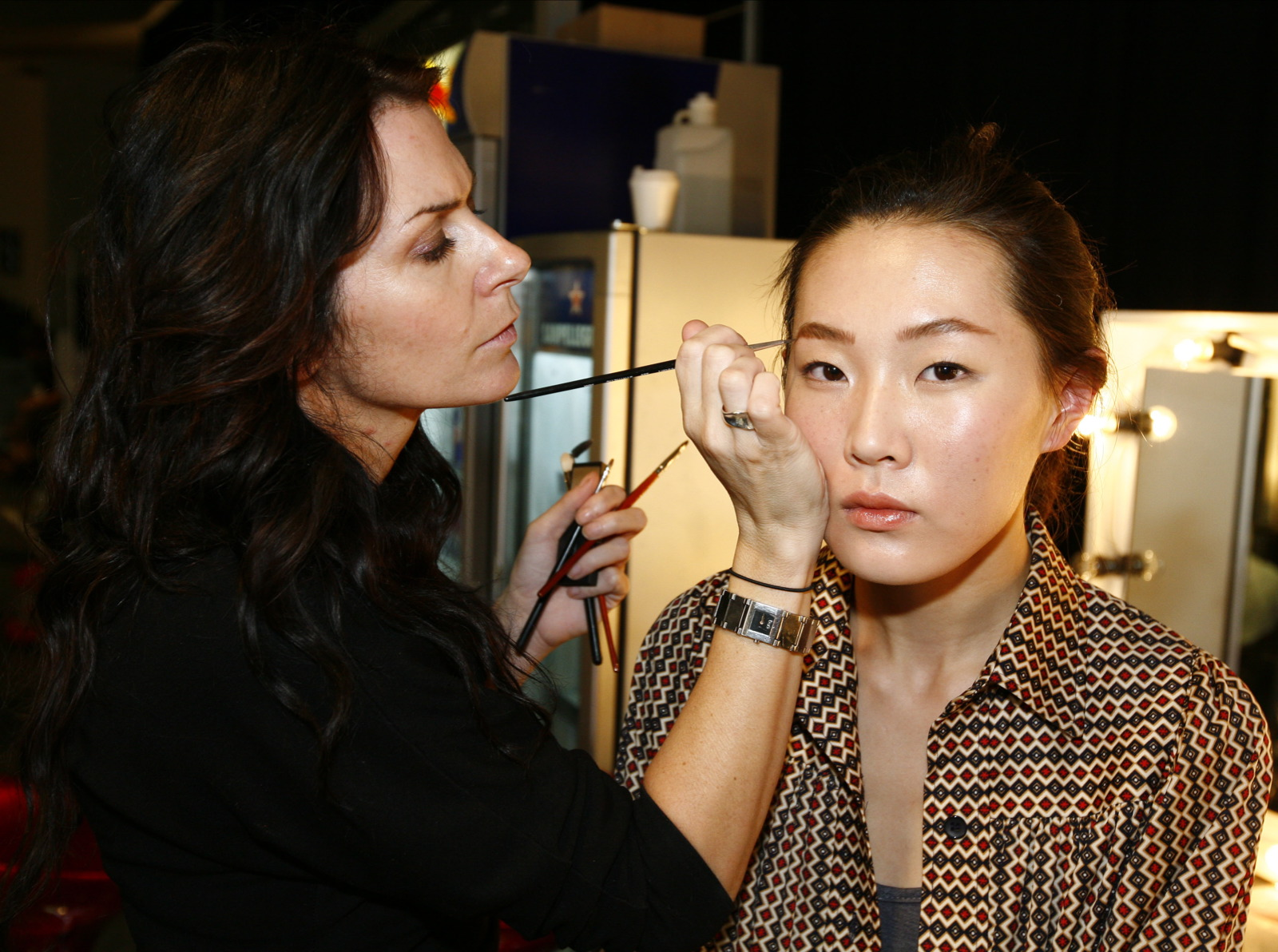
化妆师在Lee Matthews秀的后台，2007春夏澳大利亚时装周

化妝師（英語：Make-up artist，通常简称为MUA）是以幫人化妝為職業的人，有些主要負責日常生活的化妝，如日妝、宴會化妝、新娘化妝等，這類化妝師通常在美容院工作，有時也會因應客人要求外出工作，如兼任新娘秘書。有些則主要負責舞台化妝，各類表演藝術的化妝師又可再細分。

## 工作內容
利用其專業的知識和技術，為人改善五官。除了化妝技巧外，化妝師也要有關於皮膚護理、保養的知識，而有些美容師也兼任化妝師。由於藝人經常要上鏡，不少化妝師的主要客戶皆是藝人及社會知名人士，除化妝工作外，許多化妝師亦會成為化妝品牌的代言人，向大眾推薦化妝品及護膚品。

## 外部連結
- 化妝師參考 （页面存档备份，存于）